# Sally Pederson

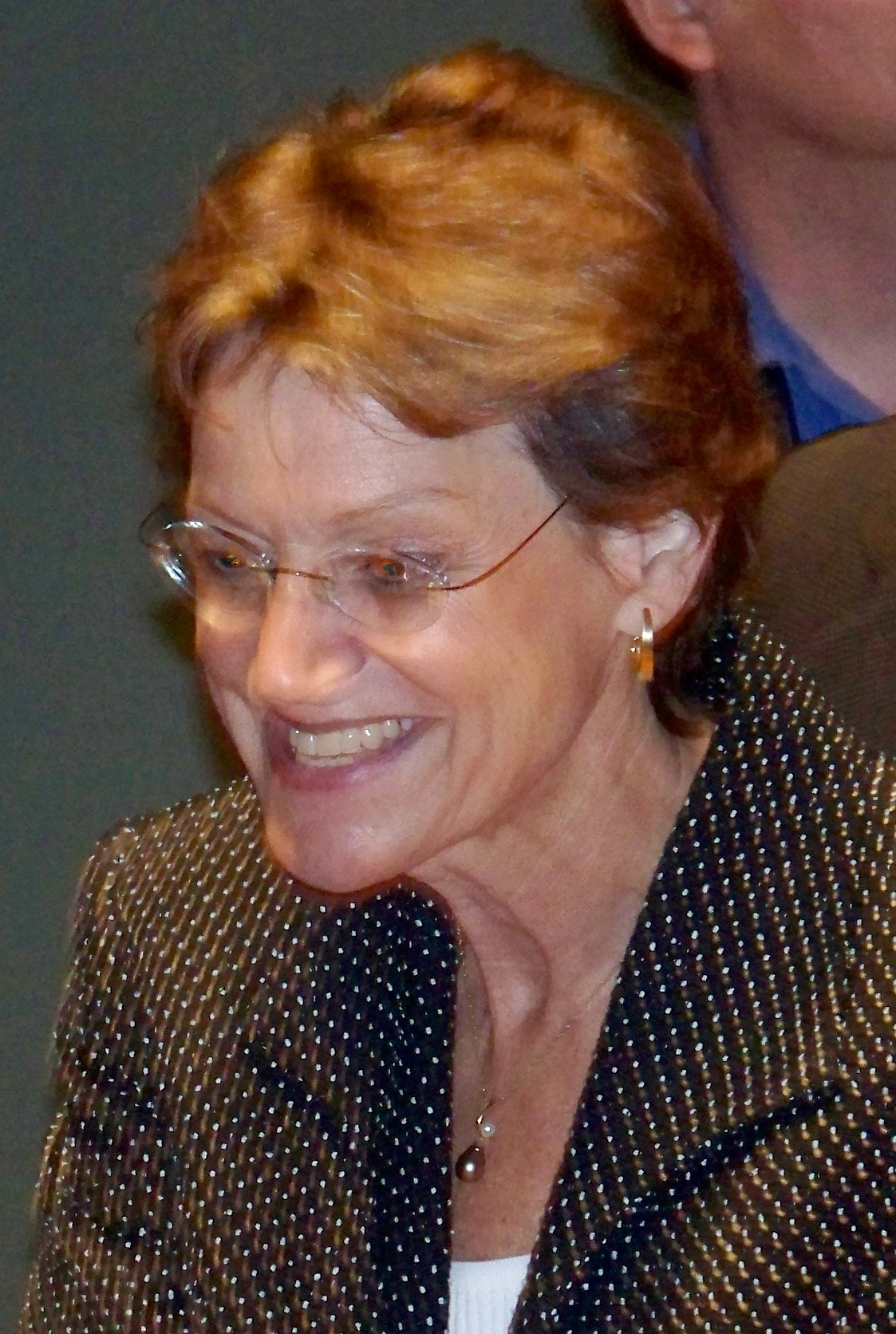
Sally Pederson (2007)

Sally Pederson (* 13. Januar 1951 in Vinton, Benton County, Iowa) ist eine US-amerikanische demokratische Politikerin und war von 1999 bis 2007 der 45. Vizegouverneur des Bundesstaates Iowa.
Nach ihrem Abschluss an der University of Iowa arbeitete sie für die Meredith Corporation in Des Moines. Sie war auch als Herausgeberin für Better Homes and Gardens tätig.
Im Wahlkampf um den Gouverneursposten von Iowa 1998 unterstützte sie Tom Vilsack  als „running mate“ und wurde nach dessen Wahlsieg Vizegouverneurin. Nach der Wiederwahl 2002 von Tom Vilsack wurde sie erneut Vizegouverneurin. Pederson übte dieses Amt somit für zwei Amtsperioden von 1999 bis 2007 aus. Amtsnachfolgerin wurde ihre Parteikollegin Patty Judge.
Pederson lebt in Vinton.